# Furacão Paulette
Furacão Paulette foi um ciclone tropical moderadamente forte, que se tornou o primeiro furacão para fazer landfall na Bermuda desde Gonzalo em 2014 e o sétimo já registado para fazer landfall em força de furacão na ilha. A décima sétima depressão tropical, décima sétima tempestade nomeada, e o sexto furacão da temporada de furacões no oceano Atlântico de 2020, Paulette desenvolveu-se a partir de uma onda tropical a 7 de setembro. Devido às condições relativamente favoráveis, Paulette,  fortaleceu-se gradualmente numa forte tempestade tropical, apesar de um aumento do cisalhamento do vento que causou enfraquecimento. O cisalhamento do vento continuou a aumentar a sul do sistema, mas, em 11 de setembro apesar do cisalhamento, Paulette inesperadamente reforçou-se de volta em uma forte tempestade tropical, com a convecção profunda localizado a norte do centro. Uma inclusão de ar seco causou a estrutura do ciclone para se tornar recortado no dia 12 de setembro, apesar de Paulette ter rapidamente recuperado e fortalecido num furacão às 03:00 UTC em 13 de setembro. Paulette, em seguida, desenvolveu um olho de furacão claro e fechado enquanto era progressivamente reforçada e se mudou para as Bermudas. No início de 14 de setembro, Paulette chegou a terra no nordeste das Bermudas como um furacão de categoria 1, ao fazer uma curva acentuada para o norte. Em seguida, ele fortaleceu ainda mais em um furacão de categoria 2 como ele mudou-se para longe da ilha, atingindo o seu pico de intensidade em 14 de setembro com ventos de 105 mph (165 km/h) e uma pressão de 965 mbar (28.50 inHg). Na noite de 15 de setembro, começou a enfraquecer e passa por transição extratropical, que é completada no dia 16.  O furacão Paulette trouxe ventos com força sustentados e chuva às Bermuda, fazendo com que toda a ilha tivesse um falha de energia generalizada. Ondas grandes afetaram o continente americano, e um homem de 60 anos afogou-se na costa de Nova Jersey depois de levado pelas ondas.

## História meteorológica
Às 12:00 UTC em 30 de agosto, o Centro Nacional de Furacões (NHC) começou a acompanhar uma onda tropical localizado sobre a África para o desenvolvimento possível, uma vez que mudou-se para o Atlântico Tropical. Às 12:00 UTC de 2 de setembro, a onda surgiu sobre a água, onde começou lentamente a se organizar. A onda fundiu com duas perturbação para sudoeste, entre 3-4 de setembro e 5 de setembro, respectivamente, e formou uma ampla área de baixa pressão em 6 de setembro, mas a atividade convectiva manteve-se desorganizado. Na manhã seguinte, a  atividade da baixa de chuvas e trovoada, tornou-se mais organizado e melhor definidas, e o NHC iniciou a emissão de alertas para Depressão Tropical Dezassete às 03:00 UTC em 7 de setembro. No momento da formação, a depressão foi localizada a cerca de 1 160 km (1 865 km) a oeste de Cabo Verde, Ilhas e cerca de 1 425 km (2 290 km) a leste do Norte Ilhas de Sotavento.

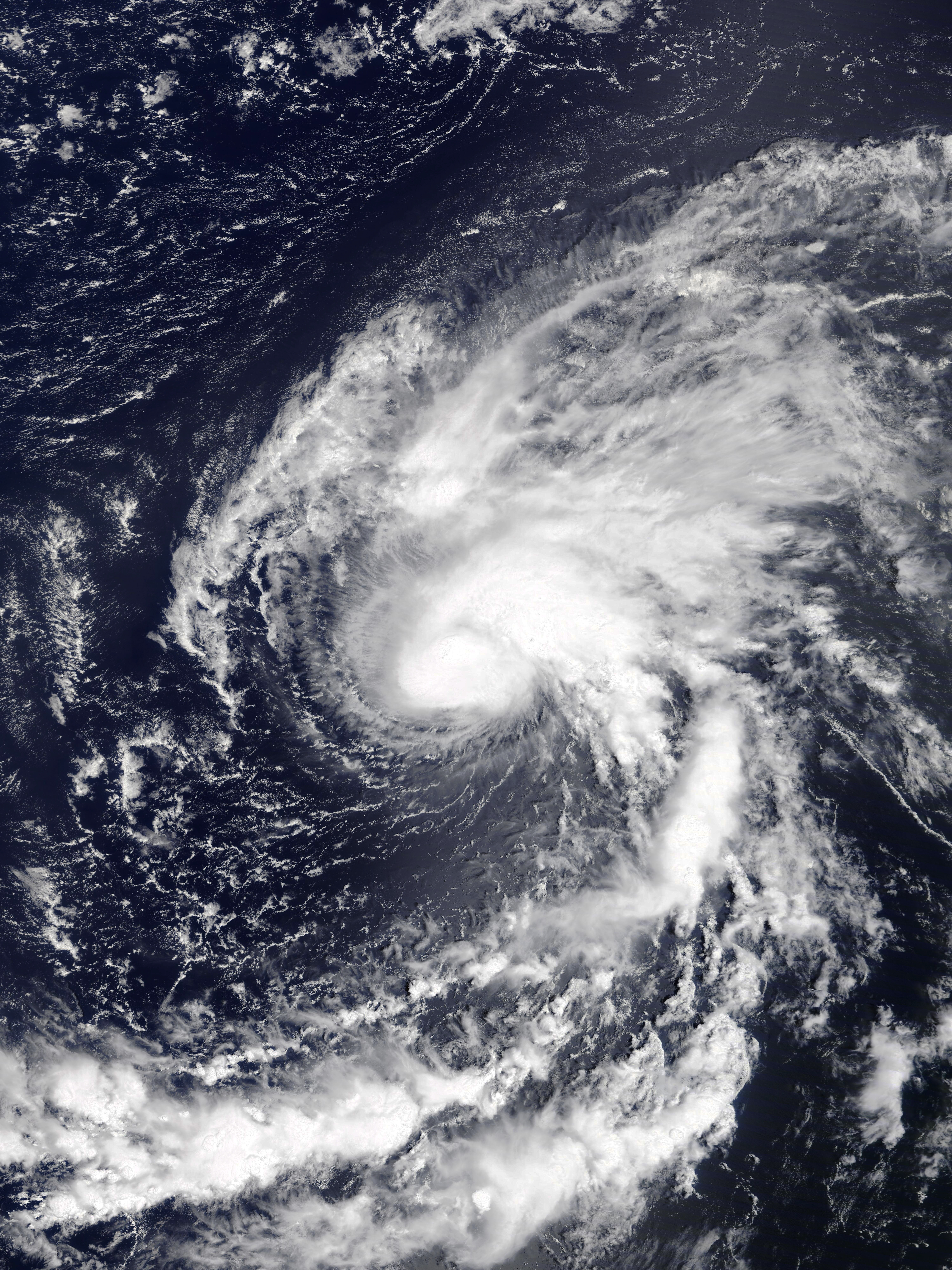
A Tempestade Tropical Paulette em intensidade inicial de pico ao longo do Atlântico Central em setembro 8

Antes de se tornar uma depressão tropical, a tempestade havia anteriormente se esforçado para organizar devido à curta duração convectiva de rajadas com pouca consistência. Ele continuou a ter um centro alongado, mas, às 15:00 UTC de 7 de setembro, os dados de ASCAT confirmaram que a depressão tinha fortalecido, e o NHC atualizou o sistema para Tempestade Tropical Paulette. Este foi o primeiro nome 16 de tempestade no Atlântico já registada, quebrando o recorde anterior de 2005, o Furacão Philippe por 10 dias. Moveu-se, geralmente, de oeste-nordeste sobre as águas quentes do Atlântico e, gradualmente, se intensificou, apesar da presença do vento do continente de cisalhamento do sudoeste, que lhe deu um aparição recortada na imagem satélite. Às 15:00 UTC em 8 de setembro, Paulette atingiu o seu primeiro pico de intensidade, com ventos sustentados de 1 minuto de 65 mph (100 km/h) com uma  pressão central mínima de 995 mbars (29.39 inHg). Ele realizou essa intensidade por cerca de 12 horas antes do aumento do cisalhamento do vento, como resultado de um cavado de grande nível superior para a tempestade do noroeste, mais uma vez colocou a intensificação e enfraqueceu a tempestade. A tempestade de circulação logo tornou-se exposto mais tarde, em 9 de setembro, apesar de enfraquecimento permaneceu lento.
Flutuações na intensidade tornaram-se evidentes, como Paulette se dirigia a noroeste mais tarde naquele dia o vento da tempestade caiu para 50 mph (80 km/h), mas muito rapidamente se levantou de volta até 65 mph (100 km/h) em 10 de setembro, apesar de Paulette estar localizado em uma região de, pelo menos, 45 nós (50 mph) do cisalhamento do vento, bem acima dos valores adequados necessários para a intensificação típica de um ciclone tropical. Como ele saiu de um ambiente desfavorável, que continuou a intensificar-se, chegando a força de um furacão e um detalhe aparecendo um olho a ser observado nas imagens visíveis de satélite. Mais tarde um avião de Caçador de Furacões voou para a tempestade, e descobriu que Paulette tinha intensificado para um furacão ás 21:00 UTC de 12 de setembro sobre a sua abordagem às Bermudas. Apesar de ocasionais intrusões de ar seco impedirem a rápida intensificação de Paulette, o furacão lentamente se tornou mais organizado em 13 de setembro como um grupo de olho formado. Paulette, mais tarde chegou a terra nas Bermudas cerca das 09:00 UTC de 14 de setembro como um furacão de categoria 1 alto com ventos de 90 m/h (145 km/h) e um pressão de 973 mb (28.74 inHg). Paulette continuou a se intensificar após o impacto na Bermuda, tornando-se uma furacão de categoria de 2 a norte da Bermuda e atingindo o seu pico de intensidade às 18:00 UTC, com ventos de 105 m/h (165 km/h e uma pressão de 965 mbar (28.50 inHg) enquanto-se se movia para nordeste. Paulette começou a enfraquecer 21 horas mais tarde, depois começou a transição extratropical e a parede do olho foi erodida pelo ar seco. Às 15:00 UTC de 16 setembro, concluiu a transição,e o NHC emitiu o seu último aviso.

## Preparação e Impactos
A chegada de Paulette levou o governo da Bermuda a emitir um alerta de tempestade tropical às 03:00 UTC de 12 de setembro. Esta foi atualizado para um aviso de tempestade tropical, e um alerta de furacão às 09:00 UTC antes de um aviso de furacão ser emitido às 15:00 UTC. Vários estações de observação nas Bermudas começaram a relatar rajadas de vento com força de tempestade tropical, com  início às 23:00 UTC em 13 de setembro, com ventos de força de tempestade tropical que vem logo depois. No início em 14 de setembro, uma rajada de vento de 117 mi/ h (189 km/h) foi medido no centro de Operações da Marinha (MAROPS), que está á uma altitude  de 290 pés acima do nível do mar. Isso aconteceu a pouco mais de uma hora depois de uma falha de energia geral na ilha que afetou toda a Bermuda, incluindo o serviço de meteorologia, restando apenas o serviço de telefone móvel. Isso levou a mais de 20 mil pessoas a perderem o serviço elétrico.
Não houve vítimas graves ou danos de propriedade na Bermuda, mas algumas árvores e linhas de energia foram derrubados em toda a ilha. Apesar dos avisos de contra-correntes fortes pelo Serviço Nacional de Meteorologia, um homem de de 60 anos afogou-se enquanto nadava em Lavallette, Nova Jersey depois de ser apanhado pelas ondas grandes produzidas pelo furacão Paulette.